# Matallana de Valmadrigal
Matallana de Valmadrigal es una localidad española del municipio de Santa Cristina de Valmadrigal, en la provincia de León, comunidad autónoma de Castilla y León. Según el INE, en 2023 contaba con una población de 157 habitantes.
El núcleo urbano está atravesado por la carretera nacional N-601, que une León con Valladolid.